# Chapelle du château de Laval
La chapelle du château de Laval est située à Laval en Mayenne. Elle est à l'origine de la constitution de la collégiale Saint-Tugal de Laval. Il s’agit d'une chapelle romane du XIIe siècle. Elle est souvent caractérisée de « souterraine » car elle se trouve sous les logis, mais le château étant construit en hauteur, elle reste bien au-dessus des rives de la Mayenne. Elle se trouve par exemple à une dizaine de mètres au-dessus de la rue du Val-de-Mayenne située en contrebas. Son plan forme un rectangle de douze mètres et demi sur seize. Elle possède trois absides ouvertes par des fenêtres ; deux fenêtres latérales existaient aussi, mais elles ont été bouchées lors de la construction des logis de chaque côté de la chapelle. La nef est divisée en trois par des colonnes à chapiteau soutenant des voûtes en plein cintre et à arêtes.

## De la chapelle à la collégiale

### Chapelains duXIesiècle
En 1170, Guy V de Laval, sire de Laval, avait dans son château deux chapelains nommés Guyomard et Ruello. Il paraît que les offices qu'ils exerçaient étaient dès cette époque des bénéfices en règle. Les chapelains des seigneurs n'étaient pas alors chargés seulement de célébrer la sainte messe ; ils chantaient aussi les heures canonicales auxquelles il était généralement d'usage d'assister. Les chapelains du château de Laval exerçaient même les fonctions curiales à l'égard du seigneur et de sa famille.

### Collégiale

#### Guy V de Laval
Guy V de Laval et sa mère Emma de Dunstanville, voulant que le service divin se fit avec plus d'éclat et de régularité, remplacèrent les deux chapelains qui desservaient leur chapelle par douze chanoines. Ils ordonnent qu'à l'avenir le nombre ne pourra en être augmente, ni diminué sans le consentement de tout le chapitre ; Guy V en réserva pour lui et pour ses successeurs la pleine et entière collation. Cinq de ces prébendes furent affectées à des prêtres.[réf. nécessaire]

#### Approbation
Guillaume de Passavant, évêque du Mans, approuva et confirma cette fondation par un décret du 17 juillet 1170, y reliant pour condition que lui et ses successeurs seraient chanoines et auraient à perpétuité une des prébendes du chapitre.

#### Fondation
Le 25 mai 1183, le pape Lucius III confirma par une bulle la fondation du chapitre Sainte-Marie du château de Laval. Treize ans s'étaient déjà écoulés depuis l'approbation de l'évêque du Mans, et avaient amené, à ce qu'il paraît, plusieurs modifications. La bulle donne au chapitre le nom de Chapitre de l'Église de Sainte-Marie du château de Laval; elle exprime des revenus déjà plus considérables que ceux mentionnés par le décret de 1170.
Entre autres elle parle de la dîme de toute la Coutume de sel, de celle de tout le minage, de la dîme Exartorii ; etc. Le chapitre avait en outre le patronage de plusieurs églises et les dîmes qui y étaient attachées. Le chapitre aura le gouvernement des écoles de Laval.
Il indique aussi que si la terre du seigneur de Laval venait à être mise sous l'interdit, il serait permis aux chanoines de célébrer le service divin dans leur église sans toutefois sonner les cloches, en tenant les portes fermées et en ayant soin d'éloigner les excommuniés et les interdits. Le pape leur accordait encore, dans les paroisses qui leur appartenaient, le droit de présentation à leur choix des clercs ou prêtres, lorsque l’évêque les jugerait propres à recevoir charge d'âmes. Pour le spirituel, ils dépendaient de l’évêque diocésain : quant au temporel ils ne relevaient que du chapitre seul.

### Construction
La chapelle du chapitre existe encore au château de Laval. Ses piliers formant comme deux nefs, et ses voûtes indiquent qu'elle fut construite dans le XIIe siècle. Il est certain qu'elle était dédiée à la Sainte-Vierge.

### Reliques de saint Tugal
Dans cette chapelle on conservait avec vénération les reliques de saint Tugal, évêque de Tréguier, qui avaient été apportées à Laval dans le IXe siècle. Les chroniqueurs placent cette translation en l'année 870 ou 878. Une légende de l'office du saint, qui était propre au chapitre de Laval, disait qu'un évêque de Tréguier nommé Gorennan, fuyant devant une invasion de Normands et emportant avec lui le corps de son saint prédécesseur, était venu se réfugier à Laval où il avait reçu un si bon accueil, que, pour témoigner aux habitants sa reconnaissance, il leur laissa la plus grande partie de la précieuse relique. Une vieille tradition consignée par Jacques Le Blanc de La Vignolle, dans son Mémoire sur la ville de Laval, rapporte différemment la manière dont Laval s'était enrichie de ces reliques. Ce qui est certain, c'est que la plus forte portion du corps de saint Tugal est depuis bien des siècles conservée à Laval.

### Notre-Dame du Bourg-Chevreau
En 1208, Guy VI de Laval, fils de Guy V et son successeur, approuva et confirma tant pour lui que pour ses successeurs, tous les dons de son père au chapitre de Notre-Dame du château. Il transfère le chapitre de la chapelle de Sainte-Marie du château dans L'église de Notre-Dame du Bourg Chevrel. Les chanoines demeurent exempts de la juridiction paroissiale et continuent à desservir la chapelle du château, dans laquelle Guy s'était réservé une messe chaque jour et où les reliques de Saint-Tugal restaient déposées. Les reliques de Saint-Tugal furent laissées dans la chapelle du château, à laquelle un chapelain resta attaché. Le pape donna à Guy la nomination des chanoines de Saint-Tugal. Des chapelains furent aussi, fort anciennement attachés au chapitre, sans qu'on puisse en indiquer l'époque précise. Ils existaient antérieurement à 1253 ; au XVe siècle, ils étaient au nombre de cinq. Il y avait des fondations particulières pour eux, et leurs bénéfices n'étaient point comptés parmi les biens du chapitre.

### Transfert des reliques
Peu d'années après, les reliques de Saint-Tugal furent transférées de la chapelle du château à l'église de Notre-Dame du Bourg-Chevreau. Un décret de 1407 ne donne pas au chapitre d'autre nom que celui d'église collégiale de Saint-Tugal ; ce qui indique que les reliques y étaient transférées à cette époque, les chanoines n'ayant pu recevoir ce nom qu'après la translation

### Église Saint-Tugal
Le chapitre initialement situé à la chapelle du château de Laval est à l'origine de la collégiale Saint-Tugal de Laval.

## Perte d'importance
À partir du XIIIe siècle, la chapelle perd beaucoup de son importance, les fidèles y sont moins nombreux  : un seul chapelain y dit la messe aux seigneurs de Laval. 
La chapelle est entièrement abandonnée vers le milieu du XVIe siècle, époque à laquelle les seigneurs de Laval deviennent protestants, comme Guyonne de Rieux. Au décès d'Anne d'Alègre, l'inhumation dans la Collégiale Saint-Tugal de Laval, nécropole des comtes de Laval, lui est refusée par les chanoines en raison de sa foi protestante. Sa sépulture est la seule retrouvée dans la chapelle du château de Laval.

## XIXesiècle
En 1793, la chapelle n'est plus employée à aucun usage. En 1822, la commission des prisons la convertit en un atelier de tissage. Ces travaux cessent en 1833, par suite de l'évasion de quelques prisonniers et surtout parce qu'à cette époque, il y avait au château, qui servait de prison, plusieurs détenus politiques à la garde desquels on attachait une extrême importance. La chapelle est alors transformée en bûcher jusqu'en 1851.
En 1850 Napoléon Le Gendre de Luçay, préfet de la Mayenne, veut diviser la cour de la prison afin d'établir les détenus par catégories. Sur sa demande, le Conseil général de la Mayenne vote des fonds à cette fin. Comme pour réaliser ce plan, il fallait nécessairement détruire la chapelle existante qui servait au culte, on  pense à réparer l'ancienne chapelle du château.
On réalise deux escaliers en granit, la chapelle est pavée en dalles de Chattemoue. En octobre 1851, on bénit solennellement et on célèbre à nouveau dans cette chapelle une cérémonie religieuse.

En 1852 , grâce au concours du Conseil général, la chapelle est enrichie d'un autel. Arcisse de Caumont souligne, en le visitant le 1er juin 1853, n'en connaître en France qu'un autre, du même style, qui peut lui être comparé.